# Мост Чернавода
Мост Чернавода је комплекс од два моста, железничког и друмског, који премошћавају Дунав и повезују градове Чернаводу и Фетештија односно регионе Добруџа и Мунтенија.
Мост је отворен 1987. године, а укупне дужуне је 2622,86 м, од чега 1640,35 прелази преко Дунава, а 982,5 премошћује општину Борча преко реке. Мост Чернавода део је аутопута А2 и налази се у близини старог моста Ангел Салигни. Дизајн моста радила је фирма СССФ Букурешт, док је вијадукт радила компанија Иптана Букурешт.